# Saison 11 de Meurtres au paradis
 (mai 2022).
Si vous disposez d'ouvrages ou d'articles de référence ou si vous connaissez des sites web de qualité traitant du thème abordé ici, merci de compléter l'article en donnant les références utiles à sa vérifiabilité et en les liant à la section « Notes et références ».
Chronologie
Saison 10 Saison 12
Cet article présente les épisodes de la onzième saison de la série télévisée Meurtres au paradis.

## Distribution

### Acteurs principaux
- Ralf Little (en) (VF : Emmanuel Garijo) : Inspecteur-chef Neville Parker
- Joséphine Jobert (VF : elle-même) : Sergent Florence Cassell (épisodes 1-4)
- Shantol Jackson : Sergent Naomi Thomas
- Tahj Miles : Agent Marlon Pryce
- Ginny Holder (en) : Agent volontaire Darlene Curtis (épisodes 5-8)

### Acteurs récurrents
- Élizabeth Bourgine (VF : elle-même) : Catherine Bordey, maire de Sainte-Marie
- Don Warrington (en) (VF : Daniel Kamwa) : Commandant Selwyn Patterson, chef de la police de Sainte-Marie
- Kate O'Flynn (en) (VF : Edwige Lemoine) : Izzy Parker, sœur de Neville (épisodes 5-7)

## Liste des épisodes
Sauf indication contraire, les informations mentionnées dans cette section peuvent être confirmées par les bases de données cinématographiques IMDb et Allociné,  présentes dans la section « Liens externes ».

### Épisode 1:Enlèvement
- Royaume-Uni : 7 janvier 2022
- France : 11 avril 2022 sur France 2[2]

- Jake Fairbrother : Gabriel Taylor
- Petra Letang (en) : Mia Taylor
- Karise Yansen : Clarissa Taylor
- Aron Julius : Jason Clarke
- Marcus Onilude : Otis Benjamin

### Épisode 2:Frères ennemis
- Royaume-Uni : 14 janvier 2022
- France : 11 avril 2022 sur France 2

- Jason Done (en) : Connor Faircroft
- Tamzin Outhwaite : Holly Faircroft
- Faith Alabi : Desreta King
- Simon Lenagan : Bradley Faircroft
- Oscar Morgan : Jake Faircroft

Connor Faircroft, sa femme Holly et leur fils Jake dirigent le golf de Saint-Marie. Lorsque Connor reçoit la visite imprévue de son frère Bradley, les faux-semblants éclatent. Peu après, Holly reçoit un coup de téléphone de Bradley, dans lequel celui-ci accuse clairement Connor de tenter de l'assassiner. Le cadavre de Bradley est plus tard découvert sur le green : il a été assommé avec un club. L'arme du crime ensanglantée est découverte dans le casier de Connor dont seul celui-ci avait la clef. Alors que tous les indices semblent incriminer le frère de la victime, des caméras de surveillance attestent qu'il fumait une cigarette, seul, pendant le meurtre.

### Épisode 3:Toujours plus haut
- Royaume-Uni : 21 janvier 2022
- France : 18 avril 2022 sur France 2

- Akshay Kumar : Zach Ogilvy
- Andrew Leung : Laurence Terry
- Jessica Clark : Alessa Park
- Ben Starr : Chad Burinsky
- Lucy Griffiths : Katie Kellar
- William Gaminara : Chris Darlow

### Épisode 4:Un vent de Jamaïque
- Royaume-Uni : 28 janvier 2022
- France : 25 avril 2022 sur France 2

- Victoria Ekanoye (en) : Miranda Priestley
- Naana Agyei-Ampadu (en) : Corine Priestley
- Ben Onwukwe (en) : Harley Joseph
- Mark Ebulué : Liam Calder

Pour démanteler un important trafic de drogue, Florence se fait passer pour la jeune fille au pair de la fille de la trafiquante Miranda Priestley. Bientôt, elle assiste à une dispute entre celle-ci et un homme d'affaires, qui est le lendemain retrouvé assassiné. Neville doit enquêter tout en préservant la couverture de Florence, ce qui n'est pas chose aisée.

### Épisode 5:Addiction
- Royaume-Uni : 4 février 2022
- France : 2 mai 2022

- Olivia D'Lima : Ayana
- Jack Parry-Jones : Evann Parry
- Leo Hatton : Ariel Fanshaw
- Nicholas Asbury : Gerry Wigsworth
- Keir Charles : Dr Mark Fuller
- Camille Coduri : Sandra White

### Épisode 6:Un meurtre sans cadavre
- Royaume-Uni : 11 février 2022
- France : 9 mai 2022

- Eileen Walsh : Orla Mills
- Isabelle Connolly : Astrid Mills
- Aislin McGuckin : Eve Wilding
- Owen McDonnell : Callum Wilding
- Nicholas R. Bailey : Cornelius St. Brice

### Épisode 7:Dans le noir
- Royaume-Uni : 18 février 2022
- France : 16 mai 2022

- Harmony Rose-Bremner : Erica Williams
- Malcolm Atobrah : Deshawn Lyons
- Ruby-May Martinwood : Layla Carpenter
- Kwami Odoom : Trenton Isaacs / Infamous T.
- Jessye Romeo : Jadesola Okoro
- Riaze Foster : Ajay Tucker

### Épisode 8:Échec à la dame
- Royaume-Uni : 25 février 2022
- France : 23 mai 2022

- Orla Brady : Maggie Harper
- Anders Hayward : Lucas Magnussen
- David Sibley (en) : Julius Rotfeld
- Simon Paisley Day (en) : Grigory Markoff
- Paul Bown (en) : Maurice Holburne

### Épisode spécial:Le fantôme de Noël
- Royaume-Uni : 26 décembre 2022
- France : 28 décembre 2022